# نورونن
نورونن (انگلیسی: Nuorunen) یک قله در جمهوری کارلیای کشور روسیه است.